# 斯科里基 (佐洛喬夫區)
50°22′35″N 35°50′40″E / 50.37639°N 35.84444°E
斯科里基（烏克蘭語：Скорики）是位於烏克蘭東部的村莊，由哈爾科夫州博霍杜希夫區的佐洛奇夫市鎮負責管轄。該村始建於1700年，面積0.5平方公里，海拔高度157米，2001年人口98，人口密度每平方公里196人。